# A 20th Century Chocolate Cake
A 20th Century Chocolate Cake és una pel·lícula de comèdia canadenca docuficció, dirigida per Lois Siegel i estrenada el 1983. La pel·lícula és protagonitzada per Greg Van Riel i Charles Fisch Jr. com Greg i Charles, dos joves de Mont-real que intenten trobar una realització creativa a la seva vida professional. Greg treballa com a escriptor autònom de periodisme d'interès humà, mentre que el Charles obertament gai accepta una feina com a ballarí en un bar gai.
La pel·lícula va ser una expansió d'un curtmetratge anterior, Recipe to Cook a Clown,que Siegel, Van Riel i Fisch havien fet junts a la dècada de 1970. A causa de les limitacions pressupostàries, la pel·lícula va trigar més de tres anys a fer-se, va passar per una dotzena de directors de fotografia diferents i es va rodar àmpliament en extrems perduts de pel·lícula donada d'altres projectes cinematogràfics.
André Vincelli va rebre nominacions als Genie Awards a la Millor banda sonora original i a la Millor cançó original als 5ns Genie Awards el 1984.